# Витебеть
Витебеть (рос. Вытебеть) — річка у Брянській, Орловській й Калузькій областях Росії, права притока Жиздри.
Довжина річки становить 133 км, площа водозбірного басейну — 1760 км.
Головна річка національного парку «Орловське Полісся».

## Походження назви
На думку академіка Володимира Топорова, назва Витебеть має балтське походження й споріднена з назвою міста Вітебська та річки Вітьба (одна із засвідчених форм назви Витебеть — «Вітебеть»). Топоров звернув увагу, що в найближчому сусідстві з Витебеть зустрічаються назви-«дублі», на зразок річки «Середньої», і сумістив назву Витебеть з литовськими і латиськими гідроніма типу Vid-up- — «Середня річка».
Менш визнаною є думка, що назва річки Витебеть походить від волго-окських племен, що жили тут у XV—XVI сторіччях і позначає два поняття: «вить» — земельна ділянка, доля, частка, і «беть» — схил гори.

## Опис
Витебеть — найбільша права притока Жиздри. Річка бере початок біля села Яковлеве Карачевського району Брянської області, але вже за 2 км перетинає межу Орловської області та тече території Хотинецького району, а в середній течії перетинає межу Калузької області, на території якої і впадає у річку Жиздру.
Висота витоку — приблизно 210 м над рівнем моря. Висота гирла — 139,9 м над рівнем моря. Ухил річки — 0,441 м/км.
На річці розташовані великі населені пункти — Велике Юр'єве, Льгов, Шванове, Ягідне, Меліхове, Ульянове.

## Притоки
(відстань від гирла, вказана довжина найбільших приток)
- річка Перестряжка (лв)
- 19 км: річка Песочня (пр)
- річка Полянка (лв)
- 22 км: річка Сорочка (пр)
- річка Поляна (лв)
- 37 км: річка Черебеть (лв)
- річка Ситникова (лв)
- річка Радубеж (пр)
- річка Ржевка (лв)
- 44 км: річка Полянка (лв)
- 49 км: річка Дубровня (пр)
- 51 км: річка Дубенка (пр)
- річка Жельма (пр)
- річка Тусиця (лв)
- річка Бистрянка (пр)
- 64 км: річка Лютня (лв)
- 70 км: річка Клинок (лв)
- 78 км: річка Єленка (лв)
- річка Городенка (пр)
- 85 км: річка Лисичка (лв)
- річка Голинь (пр)
- 88 км: річка Шковка (лв)
- річка Песошня (пр)
- річка Дольці (пр)
- 95 км: річка Ракитна (пр)
- річка Ізнань (лв)
- річка Селище (пр)
- струмок Житовський (пр)
- 104 км: річка Радовищі (лв)
- річка Мощенка (пр)
- річка Вортуш (лв)